# 須佐神社 (有田市)

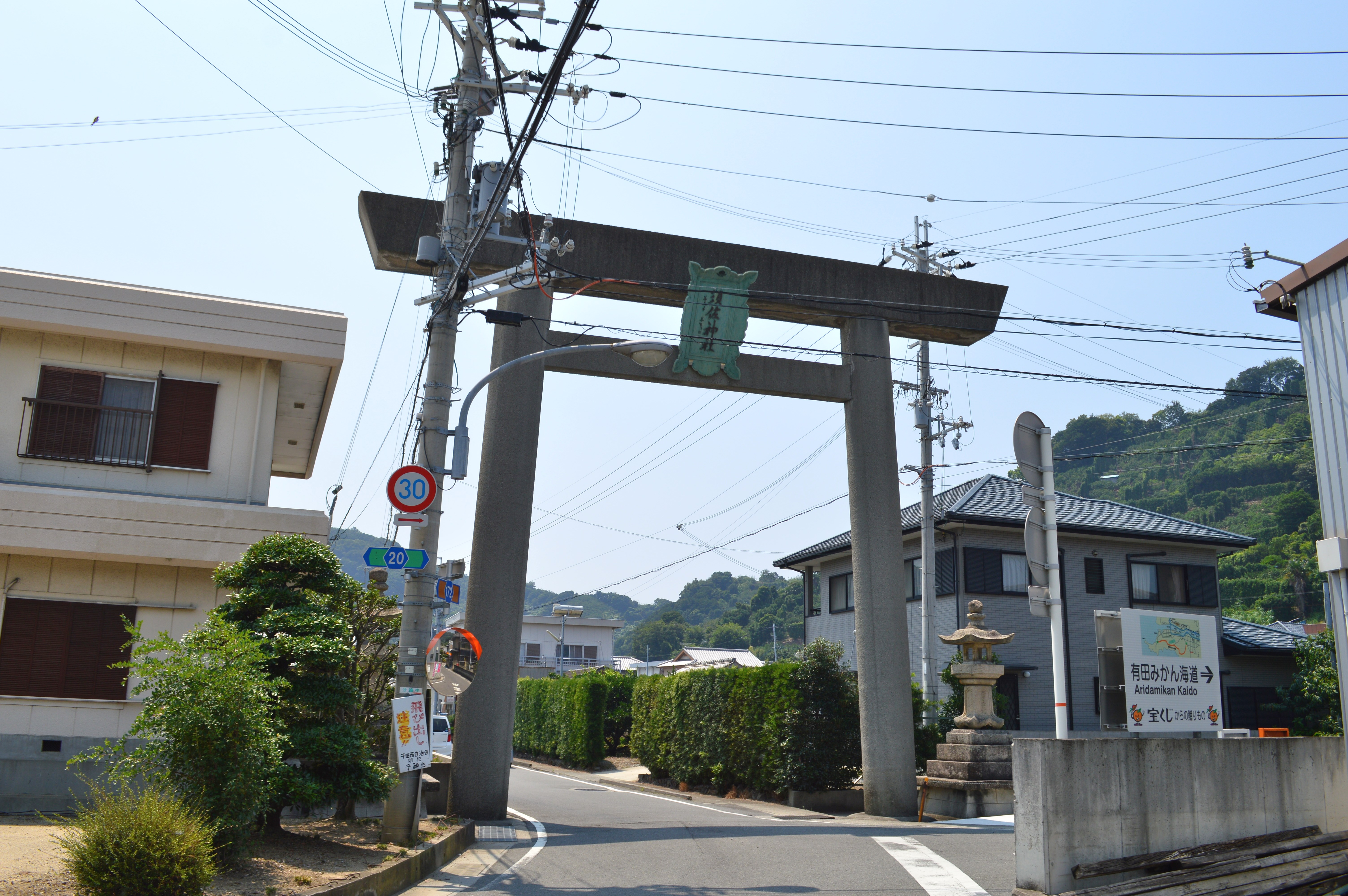
大鳥居

須佐神社（すさじんじゃ）は、和歌山県有田市千田（ちだ）にある神社。式内社（名神大社）で、旧社格は県社。鎮座地名に因み「千田神社」「お千田さん」とも。
有田市千田の南部の丘陵「中雄山」の中腹に、南面して鎮座する。

## 祭神

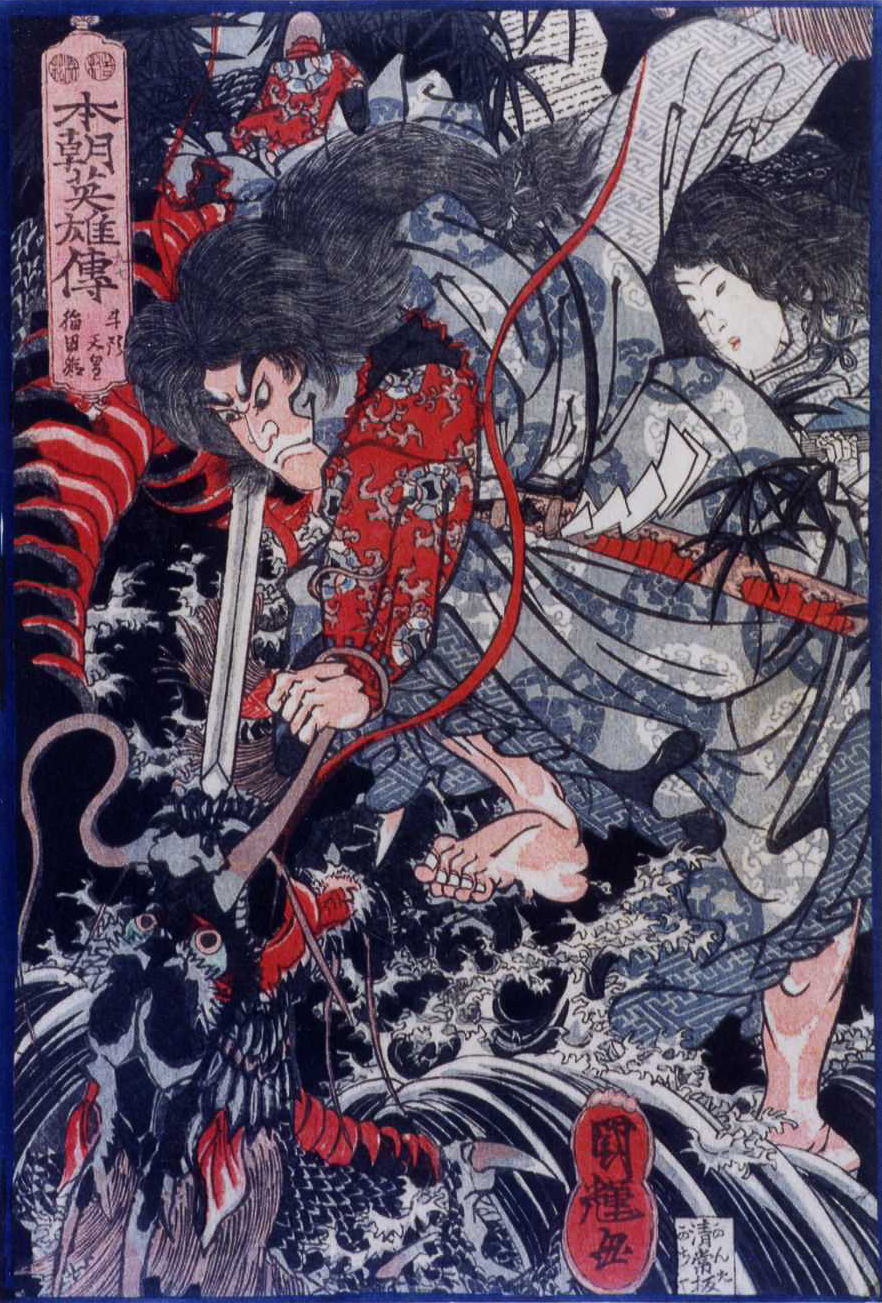
素戔嗚尊

祭神は次の1柱。
- 素戔嗚尊 （すさのおのみこと）

### 祭神について
社名に見えるように、当社はスサノオ（素戔嗚尊/須佐之男命）を祀る神社であるとされる。古くは大同元年（806年）に「須佐命神」、貞観元年（859年）に「須佐神」の神名として見えるが、「スサノオ」とは地名「須佐」を冠して「須佐の男」を意味すると考えられている。
『古事記』の「根の堅洲国」訪問の段では、大穴牟遅神（大国主）が「須佐能男命の坐します根の堅洲国」に参向するに際して、まず「木国」（紀伊国の古名）を目指したと記載されている。すなわち、紀伊は根の堅洲国（根の国）への入り口として想定されており、根の国に坐す「須佐能男命」と入り口の紀伊の「須佐神」（当社祭神）との関係性が見られる。松前健は、これと当社の海神的性格とを併せ見て、全国に展開するスサノオ信仰の原郷が当社であり、海の彼方の常世国としての根の国から豊穣をもたらすため、時期を定めて来訪するのが本来の神格であろうと推測している（後節「付説」参照）。
伊太祁曽三神の略系図

神名の表記は『日本書紀』、社名の表記は『延喜式』による。
|                           |                           |                           |                           |                           |                           | 素戔嗚尊 （須佐神社）         |                               |                               |                               |                               |                               |                             |                             |                             |                             |                             |                             |
|                           |                           |                           |                           |                           |                           |                               |                               |                               |                               |                               |                               |                             |                             |                             |                             |                             |                             |
|                           |                           |                           |                           |                           |                           |                               |                               |                               |                               |                               |                               |                             |                             |                             |                             |                             |                             |
| 五十猛命 （伊太祁曽神社） | 五十猛命 （伊太祁曽神社） | 五十猛命 （伊太祁曽神社） | 五十猛命 （伊太祁曽神社） | 五十猛命 （伊太祁曽神社） | 五十猛命 （伊太祁曽神社） | 大屋津姫命 （大屋都比売神社） | 大屋津姫命 （大屋都比売神社） | 大屋津姫命 （大屋都比売神社） | 大屋津姫命 （大屋都比売神社） | 大屋津姫命 （大屋都比売神社） | 大屋津姫命 （大屋都比売神社） | 枛津姫命 （都麻都比売神社） | 枛津姫命 （都麻都比売神社） | 枛津姫命 （都麻都比売神社） | 枛津姫命 （都麻都比売神社） | 枛津姫命 （都麻都比売神社） | 枛津姫命 （都麻都比売神社） |

そのほか『日本書紀』神代紀の宝剣出現段（神代上第8段）第5の一書では、スサノオの御子神として、五十猛命（イソタケル/イタケル）・大屋都比売命（オオヤツヒメ）・抓津姫命（ツマツヒメ）の記載がある。これら3神は紀伊国に木種をもたらした神であるといい、紀伊では「伊太祁曽三神」と総称され、それぞれ伊太祁曽神社（和歌山市伊太祈曽）、大屋都姫神社（和歌山市宇田森）、都麻都比売神社（論社3社）に祀られている。特に伊太祁曽神社と当社との関係は深く、当社の神戸は伊太祁曽神社に隣接してあったとされるほか（後節「歴史」参照）、祭事では伊太祁曽神社の社人の参拝があったといい、室町時代の史料では「伊曽太神ママの末社なり」の記載も見える。
当社は古くから漁業の神や船材としての樹木を供給する樹木神として漁猟や航海に携わる紀伊の海人から崇敬を受けたという。また『紀伊続風土記』によれば、近世には剣難除けの神として信仰され、剣難除の神符を授与する古例があったという。

## 歴史

### 創建

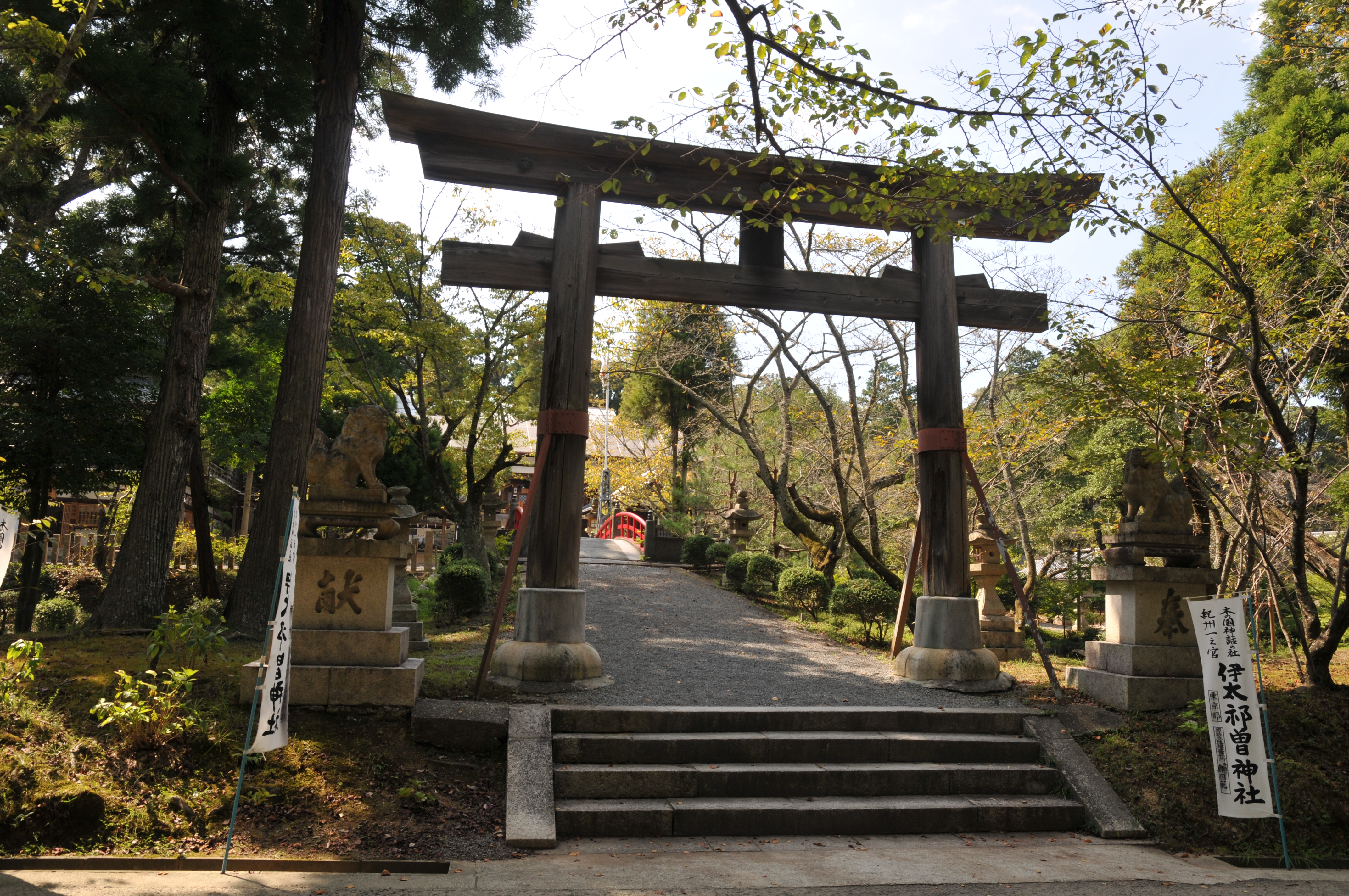
伊太祁曽神社（和歌山市伊太祁曽）。祭神の五十猛命はスサノオの息子神であるという。古来須佐神社と関係が深い。

『続風土記』の引く社伝によれば、和銅6年（713年）10月初亥日に大和国吉野郡西川峰（場所不明）から中雄山の山頂に勧請されたのが創祀という。また同記では、当初は海に面して西向きであったが、往来する船が恭意を表さないと転覆させるなどの神異を示したため、元明天皇（在位：707年-715年）の勅命により海が見えないよう中腹の現在地に移し南向きに改められたという。当社が勧請されたという和銅6年10月初亥日は、伊太祁曽神社が現在地（和歌山市伊太祈曽）へ遷座したと伝える年月日と一致する。『続風土記』では、このことから両社の縁故を指摘している。
『古事記』の根の堅州国説話に見えるように、紀伊地方には古くからの信仰があったとされる。その時代、およそ古墳時代中後期（5・6世紀）の対朝鮮外交では紀伊の豪族・紀氏（紀伊国造家）が重要な役割を担ったとされることから、当時紀氏に率いられた海人によってすでに当社は祀られていたとする見方もある。
また須佐神社の鎮座地は、古代の紀伊国在田郡（有田郡）須佐郷に属する。この「須佐」の地名については『万葉集』の歌「あぢの住む　渚沙（すさ）の入江の　荒礒松（ありそまつ）　我（あ）を待つ子らは　ただ独りのみ」に見える「渚沙」と同一視する説がある。また当地の中雄山の北端には6・7世紀の岡崎古墳群があり、考古学的に当社との関連が指摘される。

### 概史

#### 古代
文献上の初見は『新抄格勅符抄』大同元年（806年）牒で、紀伊国の「須佐命神」に対して10戸の神戸（神社付属の民戸）が給されている。関連して、承平年間（931年-938年）頃の『和名類聚抄』では紀伊国名草郡に「須佐神戸」が見えるが、これは当社の神戸の意味であるとして、有田郡の狭小さのため名草郡に設けられたとされる。この神戸は、伊太祁曽神社に接する和歌山市口須佐・奥須佐周辺に比定される。かつてはこの口須佐に旧無格社の須佐神社が存在した（口須佐字上円満寺、北緯34度11分55.8秒 東経135度14分38.3秒 / 北緯34.198833度 東経135.243972度）。『続風土記』によるとこの須佐神社は須佐神戸に当社を勧請したものであったというが、明治42年（1909年）7月に伊太祁曽神社境内末社の祇園神社に合祀された。
神階としては、貞観元年（859年）に従五位上に昇った。また延長5年（927年）成立の『延喜式』神名帳では紀伊国名草郡に「須佐神社 名神大 月次新嘗」として、名神大社に列するとともに月次祭・新嘗祭で幣帛に預かった旨が記載されている。『紀伊国神名帳』では天神として「従一位 須佐大神」と記載されている。
承平年間（931年-938年）頃の『和名類聚抄』では、前記のように紀伊国名草郡に「須佐神戸」が、紀伊国在田郡に「須佐郷」が見え、それぞれ当社関連の地名とされる。

#### 中世以降
『続風土記』の引く社伝では、当社の属す保田庄内の2町（約2ヘクタール）や日高郡富安庄内の30余町（約36ヘクタール）を伊太祁曽神社と共有したといい、中世からはこれに武家の信仰が加わった。
社伝によれば、建武2年（1335年）5月に楠木正成が社領として安田（上記保田庄に同じ）の一帯を残らず寄進し、建武2年8月には後醍醐天皇により元明・後醍醐両天皇の勅願所と定められ、宸筆の額と兵仗（刀や戟などの武具）4口が奉納されたという。しかし天正7年（1579年）3月の羽柴秀吉の湯浅攻めにおいて、秀吉に内応した湯浅の地頭・白樫左衛門尉実房によって当社は破却を受けたとされる。その時の神主・大江重正は神宝や古記録を唐櫃に納めて神社後方の神光谷（ここだに）の林中へと避難したが、実房に捜索されて焼却されたり海中に投棄されたため、上記社宝類や古記録を悉く失ったという。
その後、慶長6年（1601年）に紀伊藩主・浅野幸長が神田14丁3反（14ヘクタール）を寄進、それによって社殿再興がなされた。元和年間（1615年-1624年）には浅野氏に代わって入封した紀州徳川家の初代藩主・徳川頼宣によって改めて社領5石が寄進されたほか、社殿の造営修復等は紀伊藩の藩費をもって負担するように定められるなど、江戸時代を通じて紀州徳川歴代藩主から篤く崇敬された。
明治維新後、明治4年（1871年）に近代社格制度において県社に列し、明治40年（1907年）に近在の22神社（いずれも無格社）

を、翌年には星尾一ノ宮神社を合祀した（現・境内社の五ヶ庄神社）。戦後は神社本庁に属している。

### 神階
- 六国史における神階奉叙の記録
  - 貞観元年（859年）正月27日、従五位下から従五位上 （『日本三代実録』） - 表記は「須佐神」。
- 六国史以後
  - 従一位 （『紀伊国神名帳』） - 表記は「須佐大神」。

### 神職
中世以降、当社の社家は小賀氏（古くは大江姓や岩橋姓を称した）が担っている。

## 境内

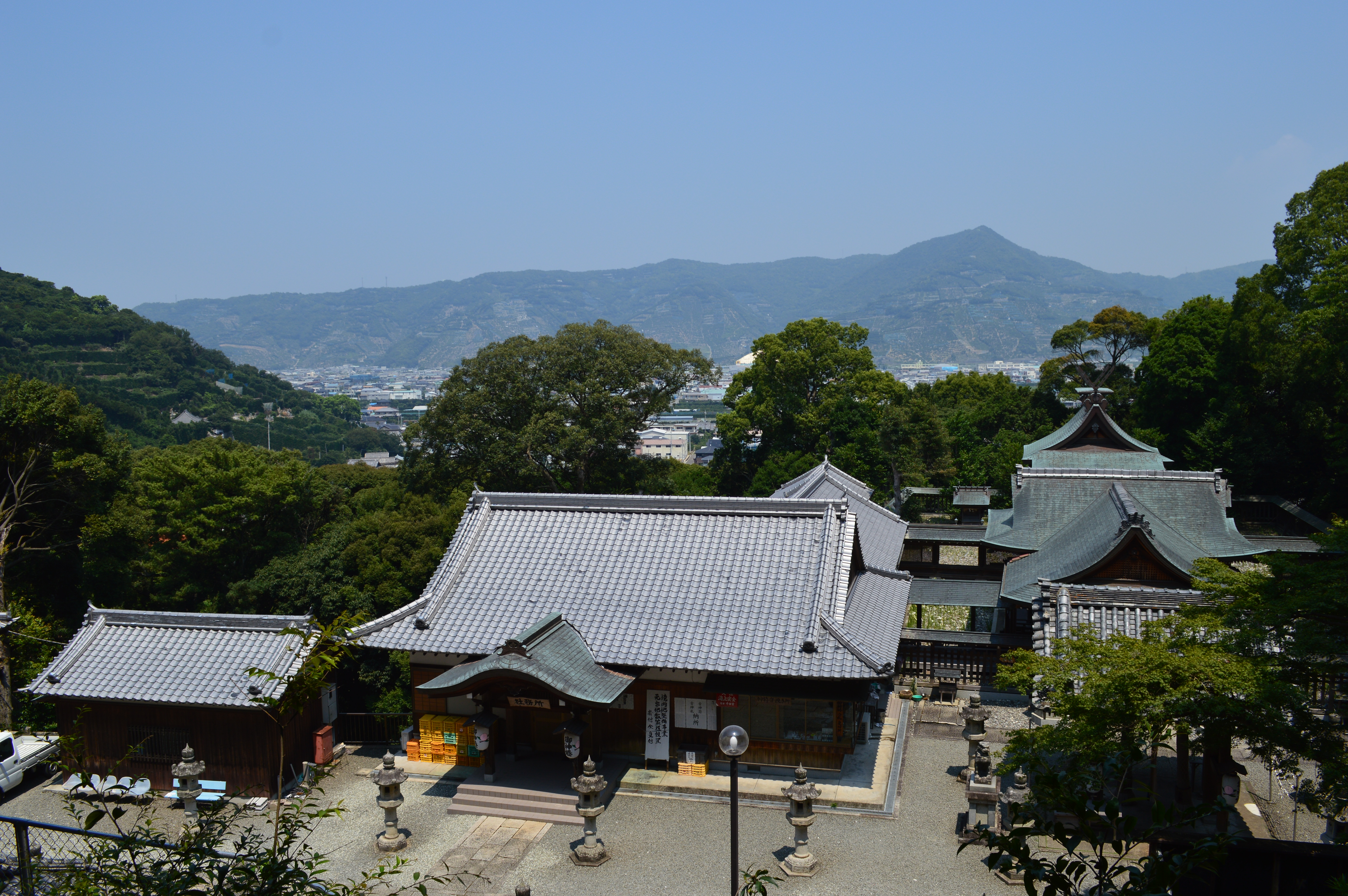
境内全景。画像最下部を左から右へ参道。右上には本殿・祝詞殿・拝殿・鈴門。

本殿は一間社隅木入春日造、銅板葺。正面柱間は1間であるが背面や側面を2間とし、また正面身舎柱上に隅木を置くなど、熊野造の系統を引く造りである。これは藩主・徳川吉宗の命により正徳元年（1711年）9月に造替されたもので、造営には紀州藩の大工頭である中村家が関わっており、藩の直営であった様子が見える。身舎の正側面3方には高欄付の縁（大床）を廻らし、両側面後方に脇障子を設ける。内部は身舎中央柱筋に前後の間仕切りを設け、幣軸付の板扉を構えて内陣と外陣に区画するが、外陣床を切目長押より1段踏み込み、縁より低く張る点が珍しいとされる。彫刻などの装飾は少なく絵様も控え目であるが重厚な外観を呈し、中村家の作風を示す貴重な遺構となっている。もとは檜皮葺であったが、昭和36年（1961年）に銅板に葺き替え、また平成4年（1992年）から9年にかけて大修理が施されている。この本殿は有田市指定文化財に指定されている。
本殿前方には中門、祝詞殿が立ち、これに拝殿が接続する。それぞれ中門は平唐門、祝詞殿は桁行3間・梁間2間の入母屋造平入、拝殿は梁間1間・桁行3間の入母屋造妻入で、いずれも屋根は銅板葺。祝詞殿・拝殿はともに吹放である。拝殿は祝詞殿より低い構えで、また祝詞殿は中央を上段床とする。拝殿前に立つ鈴門（四脚門）は、切妻造平入瓦葺。そのほか境内には釜殿や神楽殿、絵馬堂等の社殿が立つ。

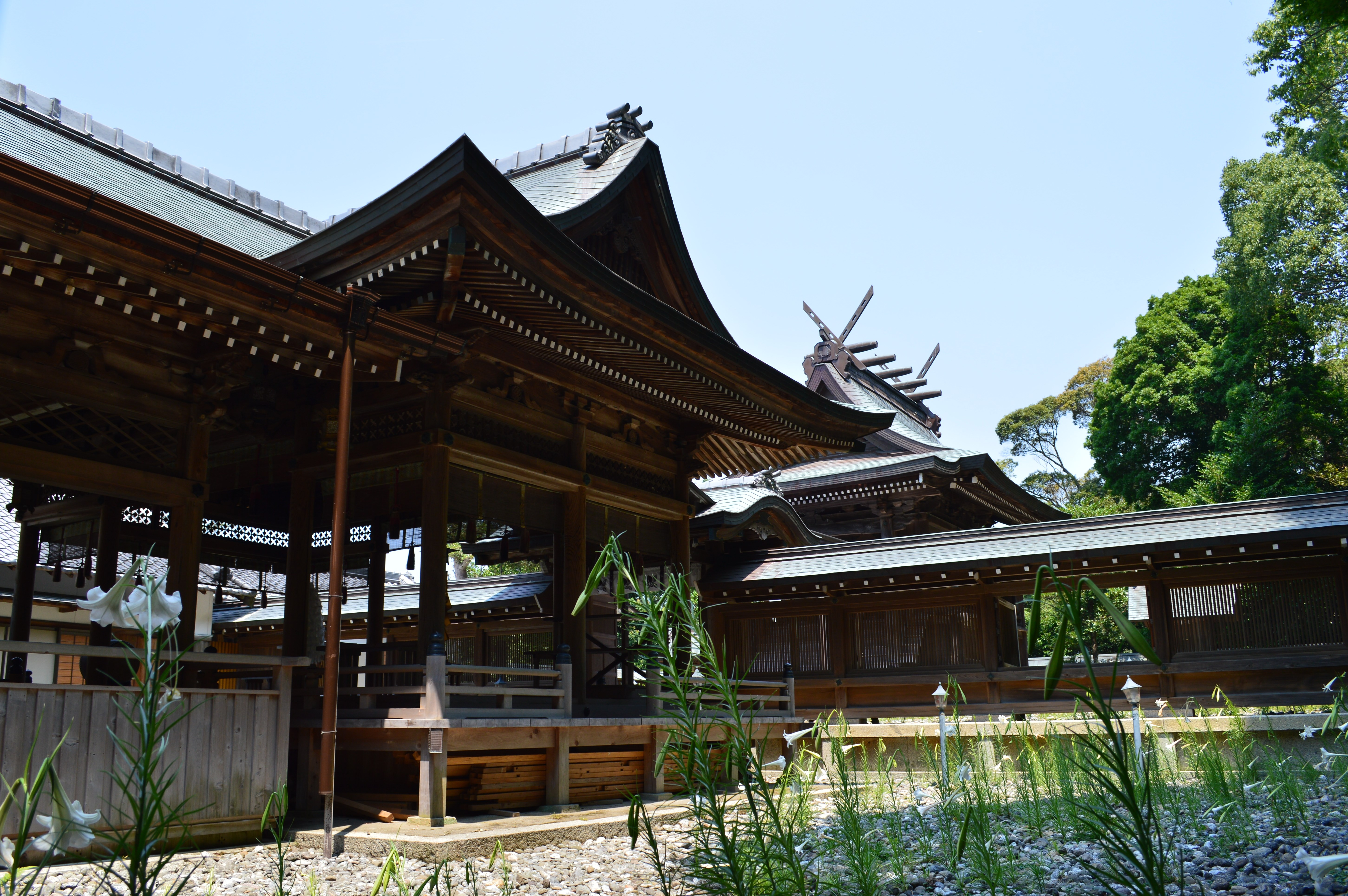
本殿（右奥、市指定文化財）と祝詞殿（手前）
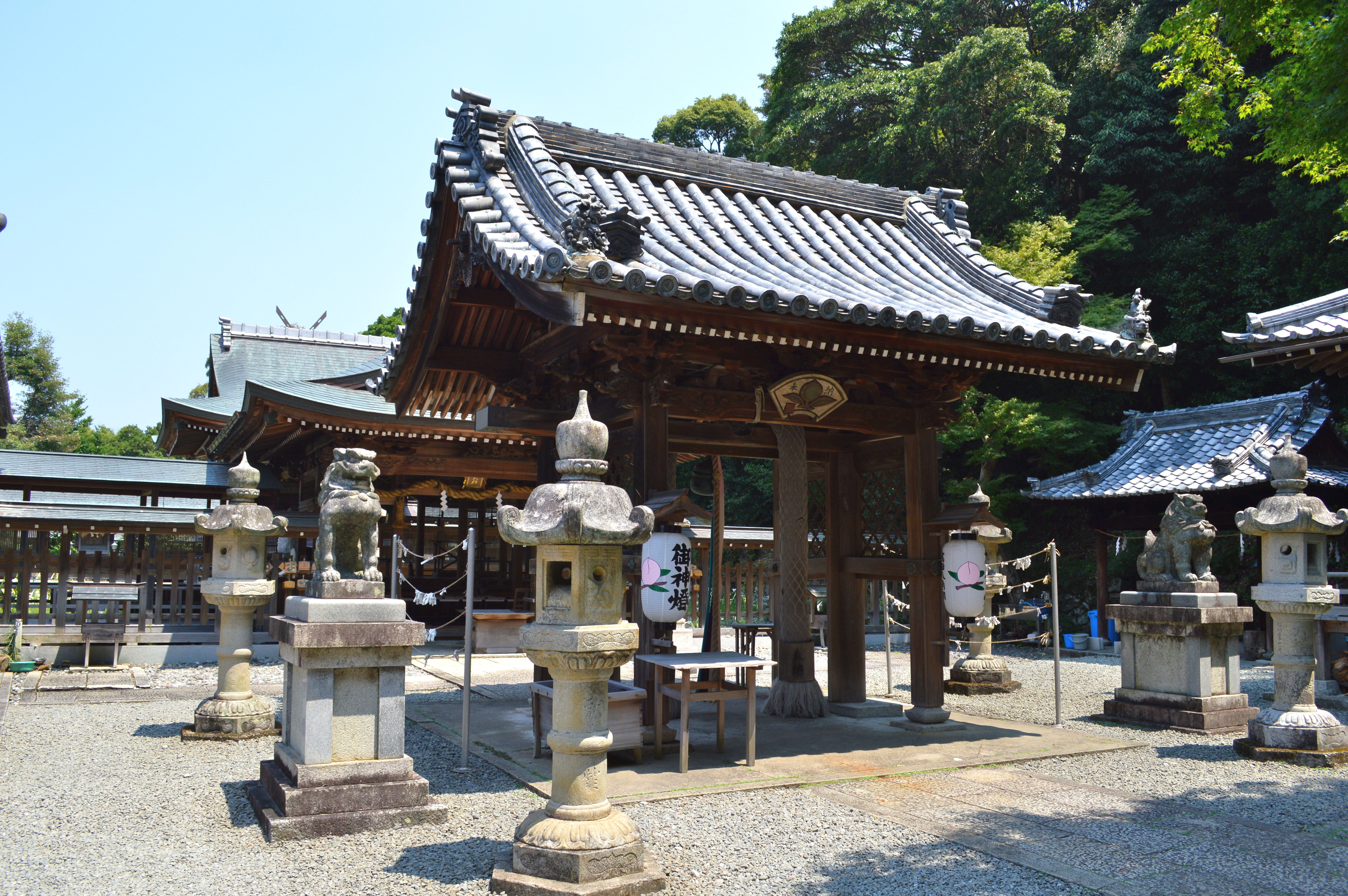
鈴門
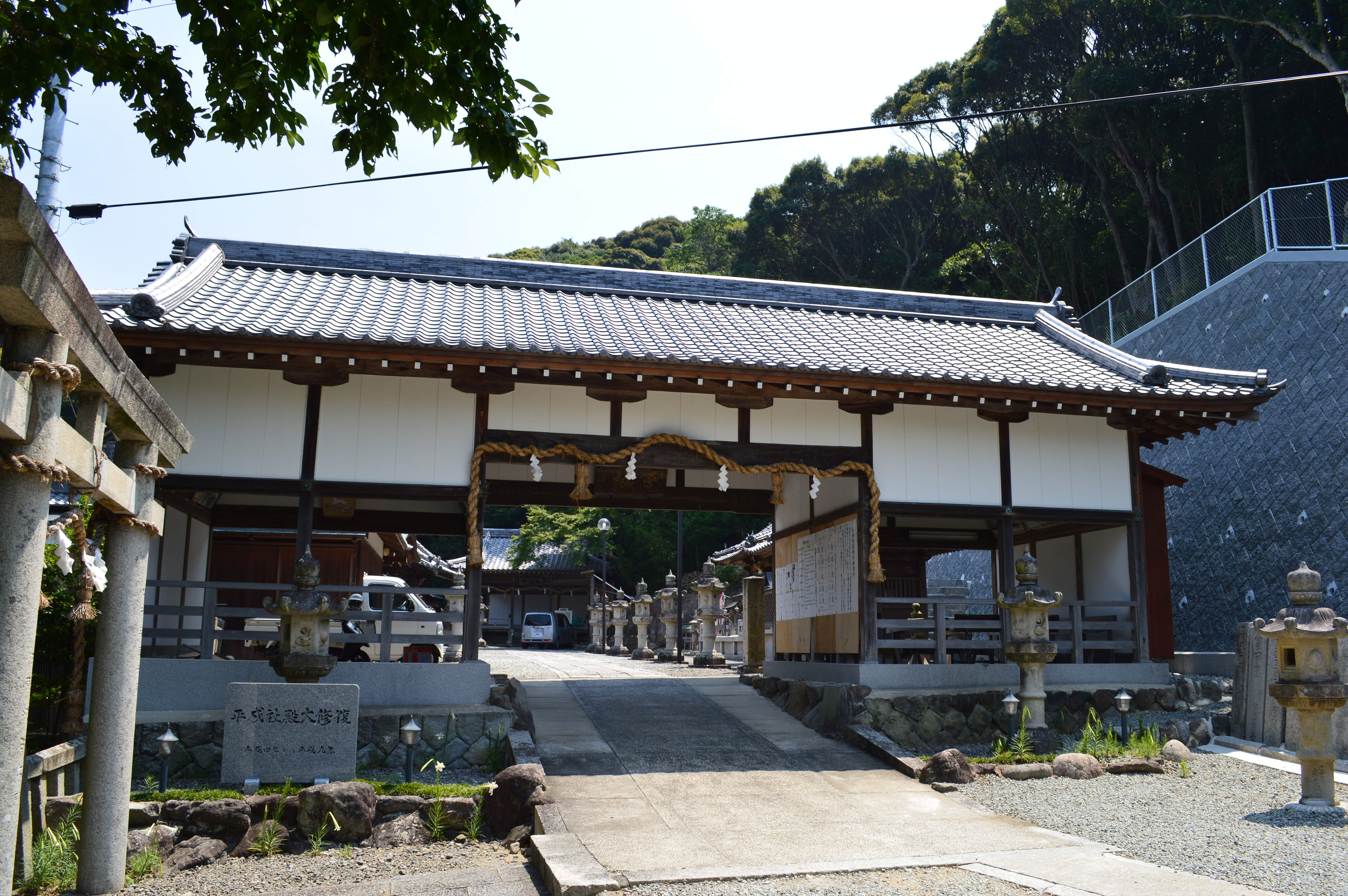
絵馬堂
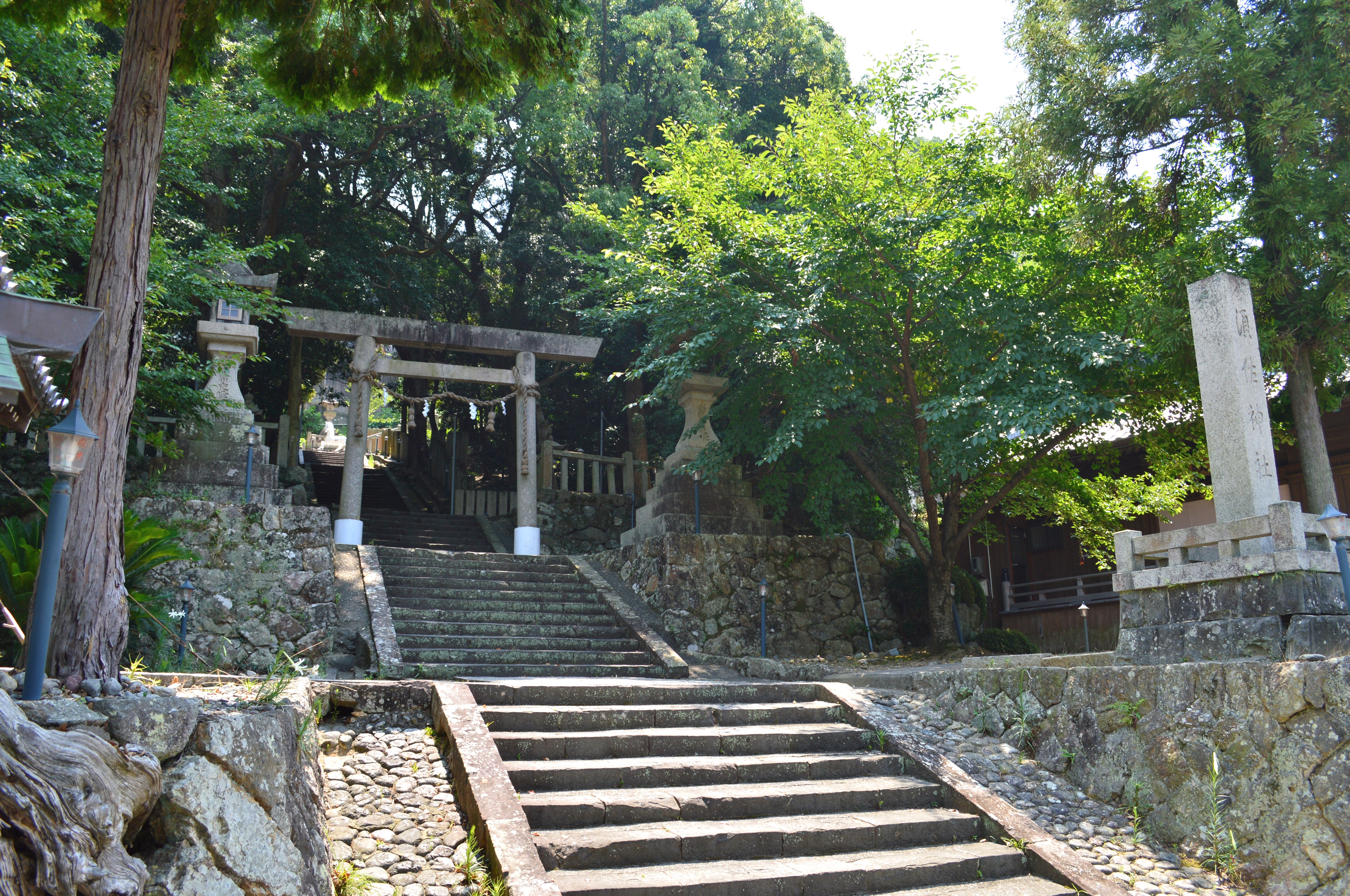
境内鳥居

## 摂末社

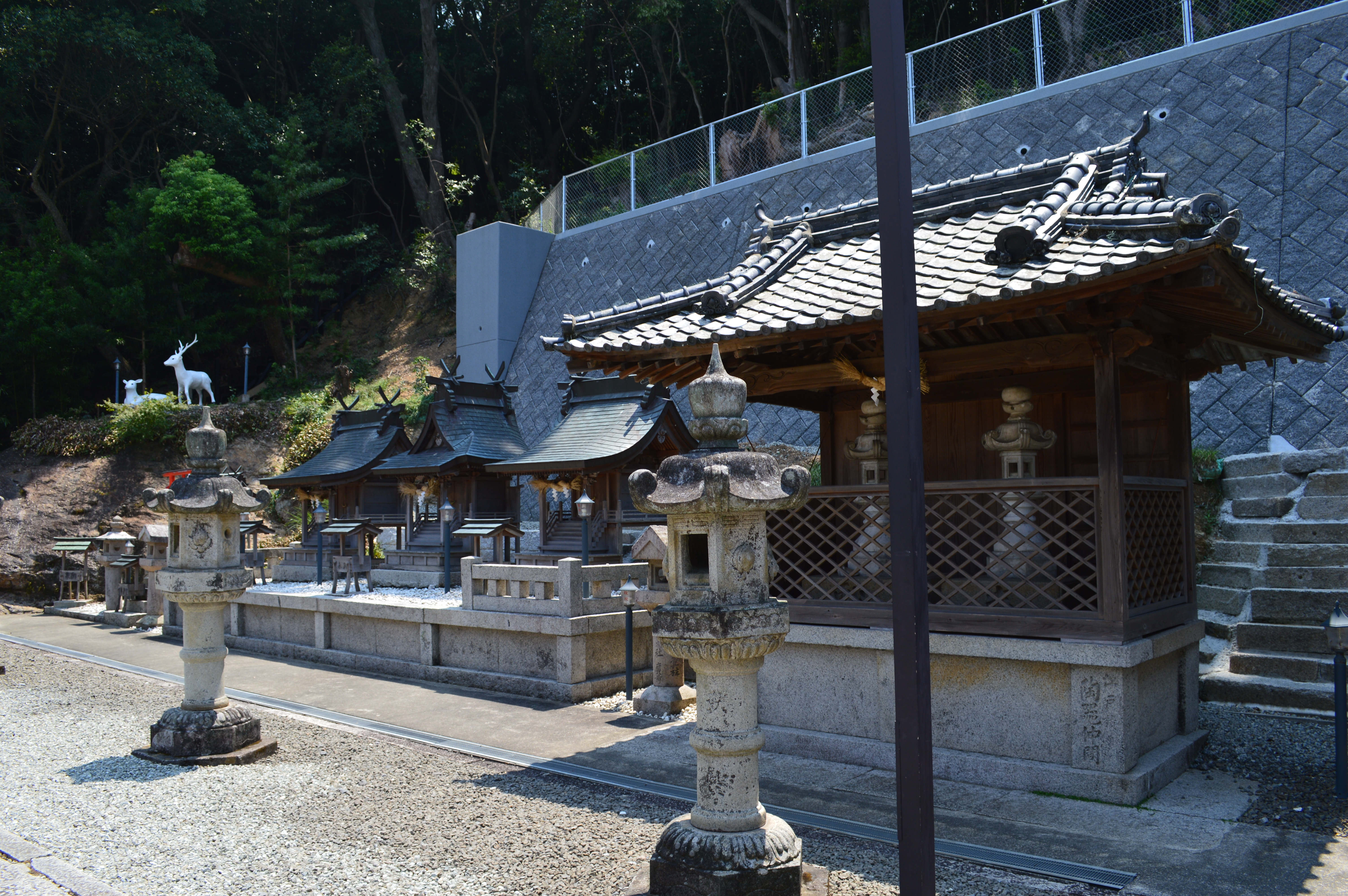
境内社

- 東方殿（皇大神宮社） - 祭神：天照大神、月読尊、手力雄神。
- 西方殿（伊弉諾社） - 祭神：伊弉諾尊、伊弉冉尊。
- 五ヶ庄社・稲荷社（2社相殿） - 祭神：軻遇突智命ほか24柱（五ヶ庄社には明治末の合祀社の祭神を併祀）。
- 金山神社 - 祭神：金山毘古神。
- 住吉社 - 祭神：表筒男命・中筒男命・底筒男命。
- 厳島社 - 祭神：市杵嶋姫命。
- 神光谷社 - 祭神不明。
- 伊太祁曽神社遥拝所
- 湊川社 - 祭神：楠正成。
- 南龍社 - 祭神：徳川頼宣。
- 金比羅社 - 祭神：大物主命。
- 子安社 - 祭神：湍津姫命。

## 祭事

### 年間祭事
- 月始祭 （毎月1日）
- 月次祭 （毎月14日）
- 歳旦祭 （1月1日）[12]
- 粥占 （1月15日）
- 節分祭 （2月3日）
- 講まいり （2月）
- 春祭（祈年祭） （3月）
- 大漁祭 （4月）
- 夏祓 （6月）
- 夏祭宵宮 （7月13日）
- 夏祭 （7月14日）
- 輪越 （旧暦6月30日）
- 千田祭 （10月14日）
- 冬祭（新嘗祭） （11月）
- 大祓式 （12月31日）

### 主な祭事
千田祭（例祭）
10月14日。当社の例祭は「千田祭（ちだまつり）」と称される。例祭は古く9月初卯日に行われていた。正保4年（1647年）に頼宣によって9月14日に改められ、後に太陽暦に改められて現行日となった。
祭の前日（13日）は宵宮。翌14日の神事後に拝殿前で獅子と、鉾・采配を採物とする天狗と鬼からなる獅子舞が奉納され、次いで神社南西に位置する高田ノ浜のお旅所への神輿渡御が行われる。この渡御は途中神輿を地面に投げ落とすなど荒々しいものである。
お旅所では獅子舞等が奉納され、夕刻には神前に供えられた6尾の鯛を投げて集まった漁師がこれを奪い合う「鯛投神事（たいなげしんじ）」が斎行される。かつては俗に「嫁見するなら千田祭」と唱われる程賑わったといい、現在でも投げられた鯛を手に入れた者は1年間大漁に恵まれるとして漁師達がこれを荒々しく奪い合うことから、「千田のけんか祭り」とも称される。その後、夜半に本殿に還御して神事は終わる。以上の祭は「千田祭」として有田市の文化財に指定されている。
粥占神事
1月15日。境内の釜殿で小豆粥を炊き、その年の最適稲種を10種の中から選ぶ粥占が行われる。その後小豆粥を食して1年の無病息災を祈る。
『続風土記』によれば、天正の頃（16世紀末）までは千田祭に伊太祁曽神社から神馬12匹が奉納されるとともに同社の神官が神事に参加したといい、毎年正月初卯日にも同社の神官12人が参拝したという。これらは同社の祭神（五十猛命）が父神に拝謁する儀式であったと考えられている。

## 文化財

### 重要文化財（国指定）
- 太刀 銘 因州住景長 1口（附 糸巻太刀拵）[11]
紀伊徳川家藩祖・徳川頼宣の薨後50年の享保6年（1721年）に、頼宣の孫の第8代将軍・徳川吉宗によって奉納された。室町時代の因州（現・鳥取県）の刀工である景長の作である。刃長68.2センチメートル、反1.8センチメートル、鎬造り庵棟。太刀姿は細身で、地鉄は小板目、刃文は細直刃（ほそすぐは）となり、山城伝の典型を示す[15]。太刀拵は江戸時代の作で、縹糸巻、金具に赤銅色絵（しゃくどう いろえ）の割菱紋を、鞘には蒔絵の割菱紋をあしらう。大正4年（1915年）3月26日に旧・古社寺保存法に基づき国宝（いわゆる旧国宝）に指定され、昭和25年（1950年）8月29日の文化財保護法施行により改めて重要文化財に指定された。

### 有田市指定文化財
- 本殿[11]
- 太刀 銘景真 1口（附 糸巻太刀拵）
鎌倉時代の備前国（現・岡山県）の住人、長船景真の作刀。刃長63.6センチメートル、反2.2センチメートルの太刀。刃文は丁子。徳川宗直によって奉納された。拵は江戸時代の作で柄・鞘ともに紫糸巻。金具に赤銅色絵の菱紋を表し、鞘は蒔絵を施して金具と沃懸地（いかけじ）の葵紋を交互に配す[10][11]。
- 千田祭[11]

### その他
- 南紀重国奉納太刀
未指定ではあるが「願主紀州住文殊金助重国二七歳云々」の銘を持ち、「須佐大明神」の神号を彫った太刀。地も刃も厚く錆で覆われているが、四代南紀重国によって元禄3年（1690年）9月14日に奉納されたことは判明しており、この奉納年月日と銘文から重国の生年も判る資料である[10]。
- 本居宣長歌碑
寛政6年（1794年）11月、本居宣長は猶子の大平と共に時の神主岩橋時倚の招きで神主宅へ寄宿、古学や歌道を説いた。その折に当社に参拝して「いたけるの　神のしきます　紀の国と　いはふかぶろの　神の宮これ」と詠んだことを記念して、昭和54年（1979年）11月に建碑された。三の鳥居前に立つ。

## 考証
| 神名     | 紀伊         | 出雲 |
| -------- | ------------ | --- |
| イタテ   | 伊達神社     | 玉作湯神社坐韓国伊太弖神社 揖夜神社坐韓国伊大弖神社 佐久多神社坐韓国伊太弖神社 阿須伎神社神韓国伊太弖神社 出雲神社韓国伊太弖神社 曽枳能夜神社韓国伊太弖神社 |
| カタ     | 加太神社     | 加多神社 |
| クマノ   | 熊野坐神社   | 熊野坐神社 |
| スサ     | 須佐神社     | 須佐神社 |
| ハヤタマ | 熊野早玉神社 | 速玉神社 |

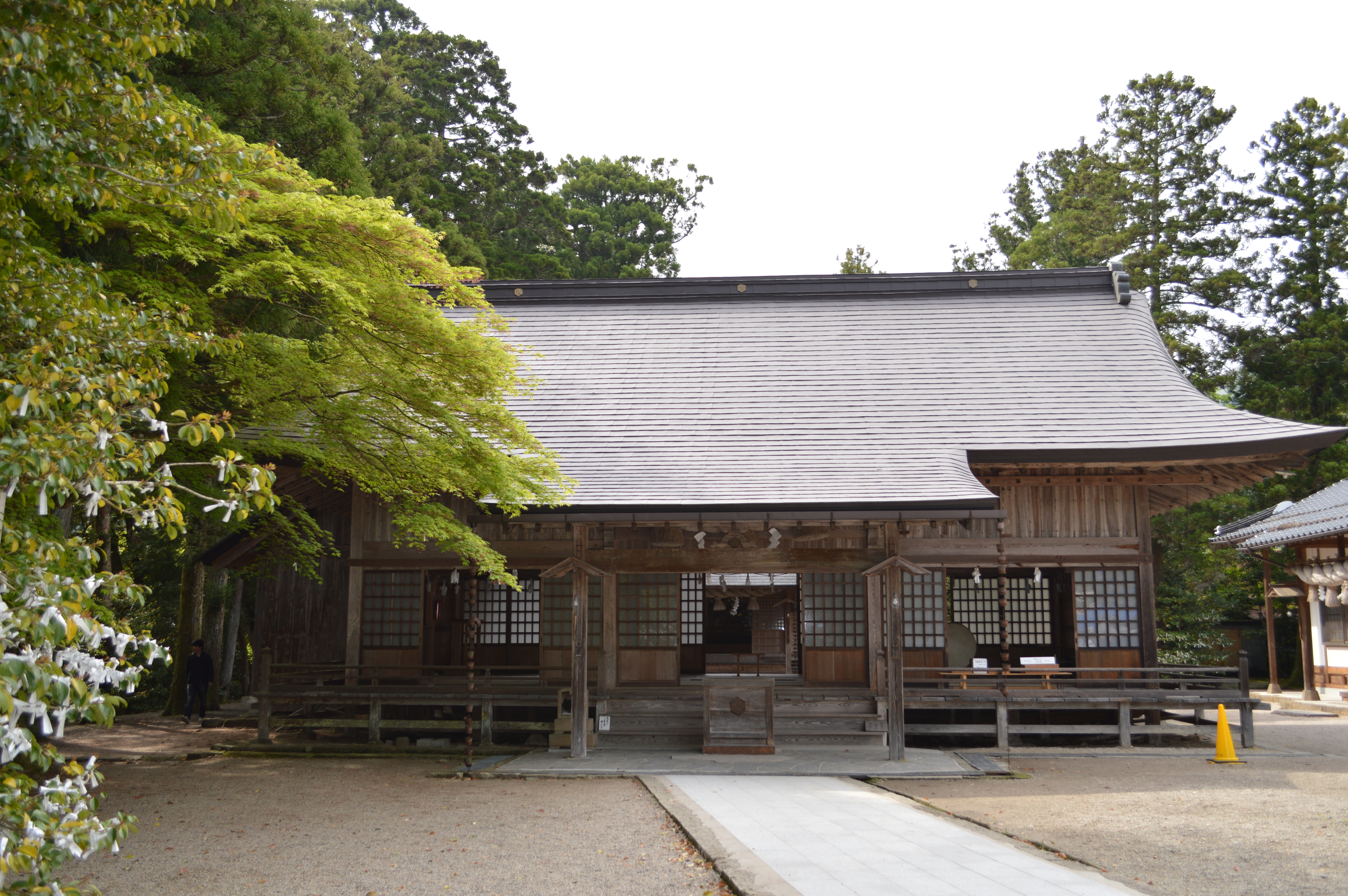
須佐神社（島根県出雲市）

須佐神社に限らず、出雲と紀伊には社名を等しくする神社が多く存在する（右表参照）。これについて、いずれも出雲が発祥で出雲人の紀伊入植時に本国の信仰を持ち込んだとする説がある一方、紀伊を原郷と見る松前健等による説がある（「祭神」節参照）。その中でスサノオに関しては、記紀に見えるその破壊神・暴虐神的な内性と、『出雲国風土記』などに見える文化英雄神的な内性との乖離が早くから指摘され、様々な説が提唱されている。
松前健による説では、『古事記』『日本書紀』と『風土記』の両者に現れるスサノオを別々の存在と見た場合、記紀に見える海洋神的・樹木神的神性や根の国に対する深い親縁性は『風土記』には認められないが、紀伊の当社には共通性が見えるという。そしてこのことから、『古事記』『日本書紀』に記されるスサノオは当社の祭神を指すと推測する。そして、紀伊地方でスサノオが来訪するとされる「常世国」としての根の国が、中央では「災厄の根源地」「災厄を送り返す地」である根の国と同一視されたとして、スサノオも災厄をもたらす破壊神・暴虐神と見なされたのだとする説を挙げている。また『古事記』『日本書紀』のスサノオが当社祭神であることの傍証として、当社が名神大社指定や叙位の記録など、朝廷からの重要視を挙げる。
また松前健は出雲との関係について、スサノオを奉戴して大陸（朝鮮）との外交に従った紀伊の海人の一部が出雲に土着したとする。そして出雲地方の内陸部へとスサノオの信仰が広まるとともに、海洋神等の内性が失われたと推測する。また、記紀編纂の時点で中央貴族層と出雲地方とにあったスサノオ像を無思慮に再統合した結果、スサノオの神性の複雑さが生じたとする説を挙げている。